# Грантсвил
Грантсвил (на английски: Grantsville) е град в окръг Туилъ, щата Юта, САЩ. Грантсвил е с население от 6015 жители (2000) и обща площ от 46,2 km². Намира се на 1312 m надморска височина. ЗИП кодът му е 84029, а телефонният му код е 435.